# Liste der Kulturdenkmale in Karlsruhe-Stupferich

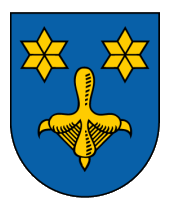
Wappen von Stupferich

In der Liste der Kulturdenkmale in Karlsruhe-Stupferich werden alle unbeweglichen Bau- und Kunstdenkmale in Stupferich aufgelistet, die in der städtischen „Datenbank der Kulturdenkmale“ geführt sind.
Diese Liste ist nicht rechtsverbindlich. Eine rechtsverbindliche Auskunft ist lediglich auf Anfrage bei der Unteren Denkmalschutzbehörde der Stadt Karlsruhe erhältlich.

## Liste
| Bild           | Bezeichnung                                                       | Lage                                           | Datierung                 | Beschreibung | ID |
| -------------- | ----------------------------------------------------------------- | ---------------------------------------------- | ------------------------- | --- | -- |
|                | Kreuz                                                             | Am Schleifweg (Gewann) unweit der Ochsenstraße | 1904                      | Holzkreuz mit Christus. Geschützt nach § 2 DSchG |    |
|                | Brunnenstube                                                      | Südwestlich von Stupferich                     | 1607                      | Geschützt nach § 2 DSchG |    |
|                | Friedhof Stupferich                                               | Rebgärtenstr.                                  | 1871                      | Friedhofsmauer, Sandstein mit Bischofsmützenabschluss, 19. Jh, Kriegerdenkmal 1871, Gedenkkreuz, gestiftet von Pfarrer Steinbach, Sandstein mit Christusfigur (19. Jh.) und Inschriftsockel (1953). Geschützt nach § 2 DSchG                                 |    |
| Weitere Bilder | Kreuz                                                             | Gewann Eichwald, Stupfericher Wald             | 1909                      | Holzkreuz mit Christus. Geschützt nach § 2 DSchG |    |
|                | Hofanlage                                                         | Karlsbader Str. 1                              | 1800                      | Fachwerkwohnhaus mit massivem Erdgeschoss und Scheune. Geschützt nach § 2 DSchG |    |
|                | Wirtshausschild am Gasthaus Zum Lamm.                             | Karlsbader Str. 2                              |                           | Wirtshausschild am Gasthaus Zum Lamm. Geschützt nach § 28 DSchG |    |
|                | Hofanlage                                                         | Karlsbader Str. 3                              | 18. Jh.                   | Fachwerkwohnhaus mit massivem Erdgeschoss, überbaute Hofzufahrt und Scheune. Geschützt nach § 2 DSchG |    |
|                | Wohnhaus                                                          | Karlsbader Str. 4                              | 18. Jh.                   | Zweigeschossiges giebelständiges Fachwerkhaus mit hölzerner Außentreppe. Geschützt nach § 2 DSchG |    |
| Weitere Bilder | Katholische Kirche St. Cyriakus                                   | Ortsstr. 42                                    | 1759                      | Katholische Pfarrkirche, Turm im Kern mittelalterlich, Langhaus Neubau von 1759, ohne Erweiterung 20. Jahrhundert. Geschützt nach § 2 DSchG |    |
|                | Eingeschossiges Fachwerkwohnhaus mit zwei Wetterdächern am Giebel | Kleinsteinbacher Str. 1                        | 18. Jh.                   | Eingeschossiges Fachwerkwohnhaus mit zwei Wetterdächern am Giebel, Krüppelwalmdach über massivem Sockel mit Scheunenteil. Geschützt nach § 2 DSchG |    |
|                | Fachwerkhaus mit Zierfachwerk                                     | Kleinsteinbacher Str. 10                       | 1799                      | Fachwerkhaus mit Zierfachwerk, Krüppelwalmdach, eingeschossig über massivem Sockel. Geschützt nach § 2 DSchG |    |
|                | Kreuz                                                             | Eichwaldstraße, Zum Sportzentrum               | 1897                      | Steinkreuz mit Christus. Geschützt nach § 2 DSchG |    |
|                | Altenteil eines Bauernhofs                                        | Ortsstr. 16a                                   | 1. Hälfte 19. Jahrhundert | Altenteil eines Bauernhofs, eingeschossiger und unverputzter Fachwerkbau mit Satteldach auf hohem massiven Sockelgeschoss, erschlossen durch eine hofseitige hölzerne Außentreppe. Geschützt nach § 2 DSchG                                                  |    |
|                | Zweigeschossiges Fachwerkhaus                                     | Ortsstr. 2                                     | ca 1700                   | Zweigeschossiges Fachwerkhaus, zugehöriger Scheunenteil in baulichem Zusammenhang mit Karlsbader Str. 1 (siehe dort). Geschützt nach § 2 DSchG |    |
|                | Hofanlage                                                         | Ortsstr. 25                                    | 18. Jahrhundert           | Hofanlage, bestehend aus einem eingeschossigen Fachwerkwohnhaus und separat gestellter Stallscheune. Geschützt nach § 2 DSchG |    |
|                | Hofanlage                                                         | Ortsstr. 29                                    | ca 1800                   | Hofanlage, eingeschossiges Fachwerkwohnhaus. Scheune und Schopf. Geschützt nach § 2 DSchG |    |
|                | Einhaus                                                           | Palmbacher Str. 4                              | ca 1800                   | Einhaus, Fachwerkgiebel mit zwei Wetterdächern und Krüppelwalm, Wohnteil, Stall und Scheune. Geschützt nach § 2 DSchG |    |
|                | Pfarrhaus Stupferich                                              | Ortsstr. 26                                    | 1782                      | Pfarrhaus, zweigeschossiger Putzbau mit Eckquaderung und Walmdach, 1779–80 nach Plänen des Architekten Johann Friedrich Weyhing. Pfarrgarten. Geschützt nach § 28 DSchG                                                                                      |    |
|                | Sühnekreuz                                                        | Nahe Kleinsteinbacher Straße (K 9653)          | 1474                      | Geschützt nach § 28 DSchG |    |
|                | Eingeschossiges Fachwerkwohnhaus                                  | Thomashofstr. 13                               | 1765                      | Eingeschossiges Fachwerkwohnhaus mit Rundbogenkeller und Inschrift (1765?). Geschützt nach § 2 DSchG |    |
|                | Wegkreuz                                                          | Kleinsteinbacher Straße (K 9653)               | 19. Jahrhundert           | Wegkreuz, Kruzifixus, Stein mit Metallkorpus und moderner Überdachung, Inschrift auf dem Sockel: „Ich danke dir Herr Jesu Christ, daß du für uns gestorben bist, ach laß dein Blut und deine Pein an mir doch nicht verloren sein“. Geschützt nach § 2 DSchG |    |
|                | Wegkreuz                                                          | Palmbacher Straße (K 9653)                     | 1834                      | Steinkreuz mit Heiland, Marterwerkzeuge des Karfreitagsgeschehens, auf leichter Anhöhe, zugehörend zwei Kastanienbäume. Geschützt nach § 2 DSchG |    |
|                | Wegkreuz                                                          | Thomashofstr.                                  | 1818                      | Wegkreuz, sogenanntes Lindenkreuz mit zugehörend zwei Lindenbäumen. Steinkreuz mit erneutem Korpus Christi. Gestiftet von Michael Becker unter anderem 1818. Inschrift im Sockel. Geschützt nach § 28 DSchG                                                  |    |